# Meizhou (Guangdong)
| Meizhou – 梅州市              | Meizhou – 梅州市   |
| ----------------------------- | ------------------ |
| New Century Square in Meizhou |                    |
| Basisdaten                    |                    |
| Großregion:                   | Südchina           |
| Provinz:                      | Guangdong          |
| Status:                       | bezirksfreie Stadt |
| Einwohnerzahlen               |                    |
| - Metropolregion:             | 3.873.239 (2020)   |
| - Stadtbezirk:                | 612.551 (2010)     |
| Fläche Stadtbezirk:           | 15.865 km²         |
| Fläche Region:                | 187.350 km²        |
| Telefonvorwahl:               | 0753               |
| PLZ:                          | 514000             |
| Lage von Meizhou in China     |                    |
| Lage von Meizhou in China     |                    |

Meizhou (chinesisch 梅州市, Pinyin Méizhōu Shì) ist eine bezirksfreie Stadt in der Provinz Guangdong in der Volksrepublik China. Meizhou liegt im Nordosten der Provinz und grenzt im Nordosten an die Provinz Fujian sowie im Nordwesten an die Provinz Jiangxi. Die Stadtregierung befindet sich im Stadtbezirk Meijiang. Die meisten Menschen in Meizhou sprechen Hakka. Nach der Stadt ist der Asteroid des inneren Hauptgürtels (3239) Meizhou benannt.

## Geschichte
Meizhou wurde im 9. Jahrhundert als Präfektur gebildet. Die Stadt Meizhou wurde schließlich 1988 gegründet.

## Administrative Gliederung
Meizhou setzt sich aus zwei Stadtbezirken, fünf Kreisen und einer kreisfreien Stadt zusammen. Diese sind (Stand: Zensus 2020):
- Stadtbezirk Meijiang (梅江区), 844,3 km², 435.616 Einwohner;
- Stadtbezirk Meixian (梅县区), 2.203 km², 556.735 Einwohner;
- Kreis Dabu (大埔县), 2.462 km², 330.948 Einwohner;
- Kreis Fengshun (丰顺县), 2.706 km², 478.731 Einwohner;
- Kreis Wuhua (五华县), 3.238 km², 916.961 Einwohner;
- Kreis Pingyuan (平远县), 1.374 km², 190.482 Einwohner;
- Kreis Jiaoling (蕉岭县), 961,6 km², 184.355 Einwohner;
- Stadt Xingning (兴宁市), 2.075 km², 779.411 Einwohner.

## Persönlichkeiten
- Huang Zunxian (1848–1905), Beamter, Schriftsteller, Dichter in der späten Qing-Zeit
- Zhang Ziping (1893–1959), Schriftsteller
- Ye Jianying (1897–1986), ehemaliger Staatspräsident der Volksrepublik China
- He Lifeng (* 1955), Politiker
- Chen Qingchen (* 1997), Badmintonspielerin